# Vitstjärtad nattskärra
Vitstjärtad nattskärra (Hydropsalis cayennensis) är en fågel i familjen nattskärror.

## Utseende och läte
Vitstjärtad nattskärra är en rätt långstjärtad nattskärra, med hos hanen ordentligt med vitt i stjärten, vilket syns väl i flykten. Båda könen har tydligt beigefärgad nackkrage. Sången inleds med vassa "pik", följt av längre visslade "seeeee", först stigande och sedan fallande.

## Utbredning och systematik
Vitstjärtad nattskärra förekommer i ett stort område från Costa Rica i Centralamerika söderut till nordligaste Brasilien. Den delas in i sex underarter med följande utbredning:
- H. c. albicauda – förekommer på savannen i sydöstra Costa Rica till nordvästra Colombia
- H. c. aperta – från västra Colombia till nordligaste Ecuador
- H. c. insularis – nordöstra Colombia, nordvästra Venezuela, Isla Margarita och närliggande öar
- H. c. manati – Martinique (Små Antillerna)
- H. c. leopetes – Trinidad, Tobago, Bocasöarna och Lilla Tobago
- H. c. cayennensis – från östra Colombia till Venezuela, Guyana och nordligaste Brasilien

## Levnadssätt
Vitstjärtad nattskärra hittas i öppna gräs- eller buskrika miljöer. Liksom många andra nattskärror är den strikt nattlevande. Fågeln ses oftast sittande på marken på natten, varifrån den gör utfall för att fånga insekter i luften.

## Status och hot
Arten har ett stort utbredningsområde, men tros minska i antal, dock inte tillräckligt kraftigt för att den ska betraktas som hotad. Internationella naturvårdsunionen IUCN listar arten som livskraftig (LC). Beståndet uppskattas till i storleksordningen en halv miljon till fem miljoner vuxna individer.